# Banque de commerce extérieur de la république populaire démocratique de Corée
La Banque de commerce extérieur de la république populaire démocratique de Corée est la principale banque de change de Corée du Nord, elle est détenue et gérée par le gouvernement nord-coréen.
Le 11 mars 2013, les États-Unis ont désigné la banque comme relevant du décret (Executive Order) américain 13382, qui s'applique aux « proliférateurs d'armes de destruction massive et à leurs partisans ». Le décret gèle tous les actifs et interdit toute transaction entre les entités américaines et la banque.
Le 7 mai 2013, la Banque de Chine contrôlée par l'État a annoncé qu'ils arrêteraient toutes les transactions avec la Banque du commerce extérieur. La Chine a été réticente à sanctionner la Corée du Nord, bien que la Chine ait été très insatisfaite de la position agressive de la Corée du Nord et de la poursuite du programmes d'armement armes nucléaires. L'arrêt des transactions avec la Banque du commerce extérieur a été perçu comme un signal significatif par la Chine pour faire pression sur la Corée du Nord.